# Wilhelm Hölscher (Ägyptologe)
Wilhelm Hölscher (* 19. Juni 1912 in Halle (Saale); † 1943) war ein deutscher Ägyptologe.

## Leben
Wilhelm Hölscher war der Sohn des Alttestamentlers Gustav Hölscher (1877–1955) und älterer Bruder des Klassischen Philologen Uvo Hölscher (1914–1996). Er besuchte die Gymnasien in Gießen, Marburg und Bonn, wo er 1930 das Abitur ablegte. An der Bonner Universität studierte er zunächst Klassische Archäologie, Ägyptologie und Alte Geschichte. Im Sommersemester 1931 wechselte er an die Universität Berlin, im Wintersemester 1931/32 und im Sommersemester 1932 studierte er in Tübingen, ab dem Wintersemester 1932/33 dann in München, wo er sich endgültig der Ägyptologie als Hauptfach zuwandte. 1936 wurde er bei Alexander Scharff promoviert. Anschließend war er als wissenschaftliche Hilfskraft bei Hermann Kees am ägyptologischen Seminar der Universität Göttingen tätig, wo er ab Mai 1937 zudem Geschäftsführer des Akademischen Auslandsamtes der Universität war. Für das akademische Jahr 1938/39 erhielt er das Reisestipendium des Deutschen Archäologischen Instituts, das er großteils in Ägypten verbrachte. Dort nahm er an den Ausgrabungen in Merimde und Hermopolis Magna teil. Am 1. August 1941 wurde er zur Wehrmacht eingezogen. Er gilt seit seinem Einsatz bei der Donez-Mius-Offensive am 17. Juli 1943 als vermisst.

## Veröffentlichungen
- Libyer und Ägypter. Beiträge zur Ethnologie und Geschichte libyscher Völkerschaften nach den altägyptischen Quellen (= Ägyptologische Forschungen. Heft 4). J. J. Augustin, Glückstadt 1937 (Dissertation, Digitalisat).